# Jacek Braciak
 (août 2018).
Si vous disposez d'ouvrages ou d'articles de référence ou si vous connaissez des sites web de qualité traitant du thème abordé ici, merci de compléter l'article en donnant les références utiles à sa vérifiabilité et en les liant à la section « Notes et références ».
Jacek Braciak (né le 12 mai 1968 à Drezdenko , en Pologne) est un acteur de théâtre et de cinéma polonais.

## Filmographie partielle
acteur
- 2021 : Varsovie 83, une affaire d'État - Tadeusz Popiel
- 2018 : Kler - Père Lisowski
- 2016 : Wołyń - monsieur Głowacki
- 2013 : Dissimulation - Mirski
- 2011 : Róża -  Władek
- 2007 : Katyń - Lieutenant Klin
- 2006 : L'Apprenti - Dariusz Gazda

doublure vocale

## Recompenses et distinctions
- Aigle du meilleur acteur dans un second rôle :
  - 2011 pour son rôle de Władek dans Róża.
  - 2002 pour son rôle de Jureczek dans Edi.
- Festival du film polonais de Gdynia :
  - meilleur acteur dans un second rôle dans Edi.